# Michele Smargiassi
Michele Smargiassi (Dovadola, 8 ottobre 1957) è un giornalista italiano.

## Biografia
Laureato in storia contemporanea all'Università di Bologna con una tesi di storia della fotografia, entra nel 1982 a L'Unità, per passare nel 1989 a La Repubblica, dove cura anche il blog Fotocrazia. I suoi articoli e le sue inchieste giornalistiche sono citati in numerosi saggi di autori quali Giovanni Floris , Roberto Ippolito, Giorgio Simonelli, Silvio Ciappi.

## Opere principali
- La famiglia foto-genica, saggio negli Annali della Storia d'Italia Einaudi (2004)
- Un'autentica bugia: la fotografia, il vero, il falso, Roma, Contrasto, 2009
- Ora che ci penso: la storia dimenticata delle cose quotidiane, Milano, Dalai, 2011
- Sorridere: la fotografia comica e quella ridicola, Roma, Contrasto, 2020
- Voglio proprio vedere, Roma, Contrasto, 2021